# 연제구청장
연제구청장은 부산광역시 연제구의 구청장이다.

## 역대 연제구청장
| 구분     | 성명           | 재임기간                       | 비고     |
| -------- | -------------- | ------------------------------ | -------- |
| 1        | 주동관(朱東官) | 1995년 3월 1일~1995년 6월 30일 |          |
| 2        | 박대해(朴大海) | 1995년 7월 1일~1998년 6월 30일 | 민선 1기 |
| 3        | 박대해(朴大海) | 1998년 7월 1일~2002년 6월 30일 | 민선 2기 |
| 4        | 박대해(朴大海) | 2002년 7월 1일~2006년 4월 1일  | 민선 3기 |
| 권한대행 | 장영훈(章榮勳) | 2006년 4월 2일~2006년 6월 30일 |          |
| 5        | 이위준(李渭俊) | 2006년 7월 1일~2010년 6월 30일 | 민선 4기 |
| 6        | 이위준(李渭俊) | 2010년 7월 1일~2014년 6월 30일 | 민선 5기 |
| 7        | 이위준(李渭俊) | 2014년 7월 1일~2018년 6월 30일 | 민선 6기 |
| 8        | 이성문(李星門) | 2018년 7월 1일~2022년 6월 30일 | 민선 7기 |
| 9        | 주석수(朱錫修) | 2022년 7월 1일~                | 민선 8기 |

## 같이 보기
- 연제구청장 선거